# WaPo Berlin
WaPo Berlin ist eine deutsche Fernsehserie, die seit dem 28. Januar 2020 am Dienstagvorabend um 18:50 Uhr im Ersten ausgestrahlt wird. Die Krimiserie der Saxonia Media Filmproduktion ist ein Ableger von WaPo Bodensee, welcher ebenfalls von Saxonia Media für die ARD produziert wird.

## Inhalt
Im Mittelpunkt der Handlung steht die Erste Kriminalhauptkommissarin Jasmin Sayed (Sesede Terziyan), die das frisch ins Leben gerufene Pilotprojekt „Wasserkriminaldezernat Eins der Wasserschutzpolizei Berlin“, kurz WaPo Berlin, leitet. Sie stellt ein Team zusammen, zu dem in den Staffeln 1–3 Paula Sprenger (Sarina Radomski) gehörte, mit der Sayed seit Kindheitstagen befreundet ist. Ihre Nachfolgerin wird in Staffel 4 Hanna Kowollik (Marie Schöneburg). Wolf Malletzke (Christoph Grunert) fungiert als Kapitän der „Silbermöwe“. Hinzu kommen der junge Polizist Fahri Celik (Hassan Akkouch) und die Kommissaranwärterin Marlene/Max Weber (Oska Melina Borcherding). Axel Sommer (Oliver Breite) fungiert in Staffel 4 als Wolfs Vertretung. In weiteren festen Rollen sind Marion Kracht als Polizeipräsidentin und Juri Padel als Rechtsmediziner Jan Conrad zu sehen. In Staffel 4 wird Jan Conrad von Niklas Dillinger (Florian Maria Sumerauer) als Gerichtsmediziner abgelöst. 

## Hintergrund und Dreharbeiten
Die Serie wird im Auftrag der ARD von der Saxonia Media Filmproduktion produziert. Da Berlin zu den wasserreichsten Metropolen Europas gehört, lag der Gedanke nahe, eine weitere WaPo Reihe in der Hauptstadt anzusiedeln. Die Serie wurde von Andreas Dirr und Andreas Hug nach einer Idee von Kerstin Lipownik entwickelt. Hauptdrehort ist Berlin-Oberschöneweide, die fiktive Wache befindet sich dort in den Reinbeckhallen, welche ein Teil des ehemaligen AEG-Industrieensembles sind.
Die erste Staffel (Episoden 1–8) wurde vom 14. Mai bis zum 8. August 2019 gedreht. Regie führten Sascha Thiel und Neelesha Barthel. Die 2. Staffel (Episoden 9–16) wurde vom 9. Juni bis 3. September 2020 gedreht. Die 3. Staffel (Episoden 17–24) wurde vom 8. Juni bis 3. September 2021 gedreht und im März/April 2022 ausgestrahlt.
2022 gab Das Erste bekannt, dass Sarina Radomski die Serie auf eigenen Wunsch verlässt. Ab der vierten Staffel, die zwischen dem 14. Juni 2022 und 8. September 2022 unter der Regie von Sascha Thiel und Oren Schmuckler gedreht wurde und ab 7. November 2023 ausgestrahlt wird, stößt Marie Schöneburg als Kriminalhauptkommissarin Hanna Kowollik zum Team. Zwischen dem 6. Juni 2023 und 31. August 2023 fanden Dreharbeiten zu weiteren 8 Folgen der 4. Staffel statt, welche 2024 zu sehen sind. Im Jahr 2025 wird seit 07. August eine 5. Staffel mit 8 neuen Folgen (41–48) gedreht, Regie führen Markus F.Adrian & Oren Schmuckler, die Drehbücher stammen unter anderem von Natalie Zogjbi und Sonja Krajewski, diese sollen im Jahr 2026 ausgestrahlt werden.

## Episodenliste
| Staffel | Episodenanzahl | Erstausstrahlung | Erstausstrahlung |
| Staffel | Episodenanzahl | Staffelpremiere  | Staffelfinale    |
| ------- | -------------- | ---------------- | ---------------- |
| 1       | 8              | 28. Januar 2020  | 17. März 2020    |
| 2       | 8              | 26. Januar 2021  | 16. März 2021    |
| 3       | 8              | 8. März 2022     | 26. April 2022   |
| 4       | 16             | 7. November 2023 | 5. März 2024     |

### Staffel 1
| Nr. (ges.) | Nr. (St.) | Originaltitel                 | Erstausstrahlung D |
| ---------- | --------- | ----------------------------- | ------------------ |
| 1          | 1         | Alle in einem Boot            | 28. Jan. 2020      |
| 2          | 2         | Nachtwache                    | 4. Feb. 2020       |
| 3          | 3         | Die Inszenierung eines Lebens | 11. Feb. 2020      |
| 4          | 4         | Verraten und verkauft         | 18. Feb. 2020      |
| 5          | 5         | Ein tödlicher Auftrag         | 25. Feb. 2020      |
| 6          | 6         | Die Großen und die Kleinen    | 3. März 2020       |
| 7          | 7         | MS Bettina                    | 10. März 2020      |
| 8          | 8         | Heimathafen                   | 17. März 2020      |

### Staffel 2
| Nr. (ges.) | Nr. (St.) | Originaltitel           | Erstausstrahlung D |
| ---------- | --------- | ----------------------- | ------------------ |
| 9          | 1         | Goldmädchen             | 26. Jan. 2021      |
| 10         | 2         | Tanz in den Tod         | 2. Feb. 2021       |
| 11         | 3         | Moses                   | 9. Feb. 2021       |
| 12         | 4         | Ein fast perfekter Mann | 16. Feb. 2021      |
| 13         | 5         | Das Krokodil im Badesee | 23. Feb. 2021      |
| 14         | 6         | Preis des Glücks        | 2. März 2021       |
| 15         | 7         | Abgeschleppt            | 9. März 2021       |
| 16         | 8         | Laubenpieper            | 16. März 2021      |

### Staffel 3
| Nr. (ges.) | Nr. (St.) | Originaltitel              | Erstausstrahlung D |
| ---------- | --------- | -------------------------- | ------------------ |
| 17         | 1         | Das 2 Millionen Schiff     | 8. März 2022       |
| 18         | 2         | Alte Wunden                | 15. März 2022      |
| 19         | 3         | Die 23 mit Koriander       | 22. März 2022      |
| 20         | 4         | Ohne Worte                 | 29. März 2022      |
| 21         | 5         | Keine gute Tat             | 5. Apr. 2022       |
| 22         | 6         | Die Tote aus dem Müggelsee | 12. Apr. 2022      |
| 23         | 7         | Der letzte Fang            | 19. Apr. 2022      |
| 24         | 8         | Gegen den Wind-Blues       | 26. Apr. 2022      |

### Staffel 4
Die vierte Staffel wurde vom 7. November 2023 bis zum 5. März 2024 ausgestrahlt. Sie umfasst 16 Folgen.
| Nr. (ges.) | Nr. (St.) | Originaltitel              | Erstausstrahlung D |
| ---------- | --------- | -------------------------- | ------------------ |
| 25         | 1         | Wem gehört die Stadt?      | 7. Nov. 2023       |
| 26         | 2         | Kleine Freiheit            | 14. Nov. 2023      |
| 27         | 3         | Der alte Fritz             | 21. Nov. 2023      |
| 28         | 4         | Ein Fest für Lena          | 28. Nov. 2023      |
| 29         | 5         | Musterschülerin            | 12. Dez. 2023      |
| 30         | 6         | Spreepiraten               | 19. Dez. 2023      |
| 31         | 7         | Wunschkind                 | 2. Jan. 2024       |
| 32         | 8         | Männerschutzgebiet         | 9. Jan. 2024       |
| 33         | 9         | Endlich frei sein          | 16. Jan. 2024      |
| 34         | 10        | Rosentod                   | 23. Jan. 2024      |
| 35         | 11        | Das Ende eines Traumes     | 30. Jan. 2024      |
| 36         | 12        | Romeos Tod                 | 6. Feb. 2024       |
| 37         | 13        | Schatten der Vergangenheit | 13. Feb. 2024      |
| 38         | 14        | Neue Feinde, alte Kähne    | 20. Feb. 2024      |
| 39         | 15        | Mord nach Drehschluss      | 27. Feb. 2024      |
| 40         | 16        | Gefährliche Illusionen     | 5. März 2024       |